# Émile Claro
Émile Claro, né à Oran le 29 mars 1897 et mort à Nîmes en 1977, est un peintre français de l'École d'Alger.

## Biographie
Claro fut élève de Cauvy à l'École supérieure des beaux-arts d'Alger puis de Cormon à l'École nationale supérieure des beaux-arts de Paris en 1919.
Séjournant onze ans à Paris, il fréquenta le Louvre et participa à plusieurs Salons : le Salon des Artistes français en 1924, le Salon d'Automne en 1925 et le Salon des Tuileries.
Il revint à Alger où il obtint la bourse de séjour à la Casa Vélasquez en 1931 ; à Cordoue, il peignit la mosquée des Omeyyades. En 1937, il participa à la décoration du Foyer civique d'Alger conçu par son frère, l'architecte Léon Claro, et en 1951 il reçut le Grand Prix artistique de l'Algérie.
Émile Claro s'est attaché à peindre les rues commerçantes du quartier de la cathédrale d'Alger (aujourd'hui mosquée Ketchaoua).

## Expositions
- 1927 : Alger, Salon d'hiver
- 1930 : Alger, Paysage ; Nature morte
- 1947 : Paris, Musée d'Art moderne, Rue du Lézard à Alger ; En allant vers la caserne d'Orléans
- 1951 : Monte-Carlo, exposition artistique de l'Afrique française
- 1957 : Paris, Galerie Leleu, les "Peintres de l'Algérie"

## Œuvres
- Musée national des beaux-arts d'Alger : Rue de la Casbah ; Ibiza ; Nature morte
- Musée Ahmed Zabana à Oran : La Plage ; Rue de Séville